# Orangehalsad lorikit
Orangehalsad lorikit (Trichoglossus rubritorquis) är en fågel i familjen östpapegojor  inom ordningen papegojfåglar.

## Utbredning och systematik
Fågeln återfinns från östra Små Sundaöarna till norra Australien. Tidigare behandlades den som en del av artkomplexet Trichoglossus haematodus, men urskiljs numera allmänt som egen art.

## Status
IUCN kategoriserar arten som livskraftig.